# Llista d'organitzacions terroristes segons la Unió Europea
Llista de persones, grups i entitats identificats per la Unió Europea per a l'aplicació de mesures específiques de lluita contra el terrorisme.
| Nom de l'organització | País d'origen        | Considera terrorista des de | Considerada terrorista fins a | Detalls i fonts |
| --- | -------------------- | --------------------------- | ----------------------------- | --- |
| Al-Aqsa e.V. | Palestina            |                             | avui                          | Art. 1 |
| Al-Qaida | Afganistan           | 29/05/2002                  | avui                          | «Position commune du conseil concernant des mesures restrictives à l'encontre d'Oussama ben Laden, des membres de l'organisation Al-Qaida ainsi que des Taliban.», 29-05-2002. [Consulta: 13 agost 2009].       |
| Al-Takfir i Al-Hijra |                      |                             | avui                          | Art. 1 |
| Aum Shinrikyo | Japó                 |                             | avui                          | Art. 1 |
| Autodefenses Unides de Colòmbia | Colòmbia             |                             | avui                          | Art. 1 |
| Babbar Khalsa | Índia                |                             | avui                          | Art. 1 |
| Brigades dels màrtirs d'Al-Aqsa | Palestina            |                             | avui                          | Art. 1 |
| Brigate rosse per la Costruzione del Partito Comunista Combattente                                                                                          | Itàlia               |                             | 2009                          | Art. 4 |
| Brigata XX Luglio | Itàlia               |                             | 2009                          | Art. 4 |
| Cellula Contro Capitale, Carcere i suoi Carcerieri e le sue Celle                                                                                           | Itàlia               |                             | 2009                          | Art. 4 |
| Continuity Irish Republican Army | Irlanda              |                             | 2009                          | Art. 4 |
| Cooperativa Artigiana Fuoco ed Affini | Itàlia               |                             | 2009                          | Art. 4 |
| Exèrcit d'Alliberament Nacional (Colòmbia) | Colòmbia             |                             | avui                          | Art. 1 |
| Nuclis Revolucionaris | Grècia               |                             | 2009                          | Art. 4 |
| Euskadi ta Askatasuna (ETA) | Espanya              |                             | 2009                          | Art. 4. També s'hi inclouen : Koordinadora Abertzale Sozialista, Xaki, Ekin, Jarrai, Haika, Segi, Gestores Pro Amnistia, Askatasuna, Batasuna, Acció Nacionalista Basca, Partit Comunista de les Terres Basques |
| Fatah-Consell Revolucionari, Organització Abu Nidal, Brigades revolucionàries àrabs, Setembre Negre, Organització revolucionària dels musulmans socialistes | Palestina            |                             | avui                          | Art. 1 |
| Falcons de la Llibertat del Kurdistan (Teyrbazen Azadiya Kurdistan)                                                                                         | Kurdistan            |                             | avui                          | Art. 1 |
| Federazione Anarchica Informale | Itàlia               |                             | 2009                          | Art. 4 |
| Forces Armades Revolucionàries de Colòmbia (FARC) | Colòmbia             |                             | avui                          | Art. 1 |
| Front per a l'Alliberament de Palestina | Palestina            |                             | 2009                          | Art. 1 |
| Front Popular per a l'Alliberament de Palestina | Palestina            |                             | avui                          | Art. 1 |
| Front Popular per a l'Alliberament de Palestina-Comandament General                                                                                         | Palestina            |                             | avui                          | Art. 1 |
| Gama'a al-Islamiyya | Egipte               |                             | avui                          | Art. 1 |
| GRAPO | Espanya              |                             | 2009                          | Art. 4 |
| Hamàs | Palestina            | 13 de setembre 2003         | avui                          | Art. 1 |
| Hizbul Mujahedin | Pakistan             |                             | avui                          | Art. 1 |
| Hofstadgroep | Països Baixos        |                             | avui                          | Art. 1 |
| Holy Land Foundation for Relief and Development (Fundació de la Terra Santa per al socors i el desenvolupament)                                             | Estats Units         |                             | avui                          | Art. 1 |
| International Sikh Youth Federation | Índia                |                             | avui                          | Art. 1 |
| İslami Büyük Doğu Akıncılar Cephesi (Front islàmic dels combatents del Gran Orient)                                                                         | Turquia              |                             | avui                          | Art. 1 |
| Gihad Islàmic palestí | Palestina            |                             | avui                          | Art. 1 |
| Kahane Chai | Israel               |                             | 2009                          | Art. 1 |
| Khalistan Zindabad Force | Índia                |                             | avui                          | Art. 1 |
| Loyalist Volunteer Force | Regne Unit           |                             | 2009                          | Art. 4 |
| Epanastatikos Agonas | Grècia               | 29 de juny 2007             | 2009                          | Art. 4 |
| Nuclei Armati per il Comunismo | Itàlia               |                             | 2009                          | Art. 4 |
| Nuclei di Iniziativa Proletaria | Itàlia               |                             | 15/07/08                      | |
| Nuclei di Iniziativa Proletaria Rivoluzionaria | Itàlia               |                             | 15/07/08                      | |
| Nuclei Territoriali Antimperialisti | Itàlia               |                             | 15/07/08                      | |
| Orange Volunteers | Regne Unit           |                             | 2009                          | Art. 4 |
| Mojahedin-e-kalq | Iran                 |                             | gener del 2009                | |
| Dekati Evdomi Noemvri | Grècia               |                             | 2009                          | Art. 4 |
| Partit comunista de les Filipines, incloent-hi el Nou Exèrcit del Poble                                                                                     | Filipines            |                             | avui                          | Art. 1 |
| Partiya Karkerên Kurdistan (PKK), KADEK, Kongra-GEL | Turquia              |                             | avui                          | Art. 1 |
| DHKP-C | Turquia              |                             | avui                          | Art. 1 |
| Real Irish Republican Army | Regne Unit           |                             | 2009                          | Art. 4 |
| Red Hand Defenders | Regne Unit           |                             | 2009                          | Art. 4 |
| Sendero Luminoso | Perú                 |                             | avui                          | Art. 1 |
| Solidarietà Internazionale | Itàlia               |                             | 2009                          | Art. 4 |
| Al-Aqsa Foundation (Al-Aqsa Nederland) | Pays-bas             |                             | avui                          | Art. 1 |
| Taliban | Pakistan, Afganistan | 29/05/2002                  | avui                          | «Position commune du conseil concernant des mesures restrictives à l'encontre d'Oussama ben Laden, des membres de l'organisation Al-Qaida ainsi que des Taliban.», 29-05-2002. [Consulta: 13 agost 2009].       |
| Tigres d'Alliberament de Tamil Eelam | Sri Lanka            |                             | Regne Unit                    | Art. 1 |
| Ulster Defence Association-Ulster Freedom Fighters | Regne Unit           |                             | 2009                          | Art. 4 |

## Font
- http://eur-lex.europa.eu/LexUriServ/LexUriServ.do?uri=CELEX:32004E0500:ES:HTML